# Johann Wolfgang Goethe-Universität
Johann Wolfgang Goethe-Universität i Frankfurt am Main (også kendt som Frankfurt Universitet) er med 38.000 studerende og omkring 170 fag et af de største universiteter i Tyskland, efter Universität zu Köln og Ludwig-Maximilians-Universität München. Det blev åbnet i 1914.

## Beliggenhed
Universitetets bygninger er lokaliseret på fire campusser:
- Campus Bockenheim: Socialvidenskab, pædagogik, psykologi, matematik, datalogi, humangeografi
- Campus Riedberg: Farmatik, fysik, kemi, biokemi, geovidenskab, geografi
- Campus Westend: teologi, filosofi, historie, arkæologi, økonomi og handel
- Campus Niederrad: medicin, tandlæge, hospital

## Bemærkelsesværdige ansatte
- Theodor W. Adorno (1903-1969), medlem af Frankfurterskolen
- Walter Hallstein (1901–1982), første President af Europakommisionen
- Boudewijn Sirks
- Max Born Teoretisk fysiker og matematiker (Nobelpris 1954)
- Hans Bethe Teoretisk fysiker (Nobelpris 1967)
- Horst Stöcker Teoretisk fysiker
- Walter Gerlach Teoretisk fysiker

## Interessante steder
- Botanischer Garten der Johann Wolfgang Goethe-Universität Frankfurt am Main, en botanisk have